# Superordinateur
Pour les articles homonymes, voir HPC.

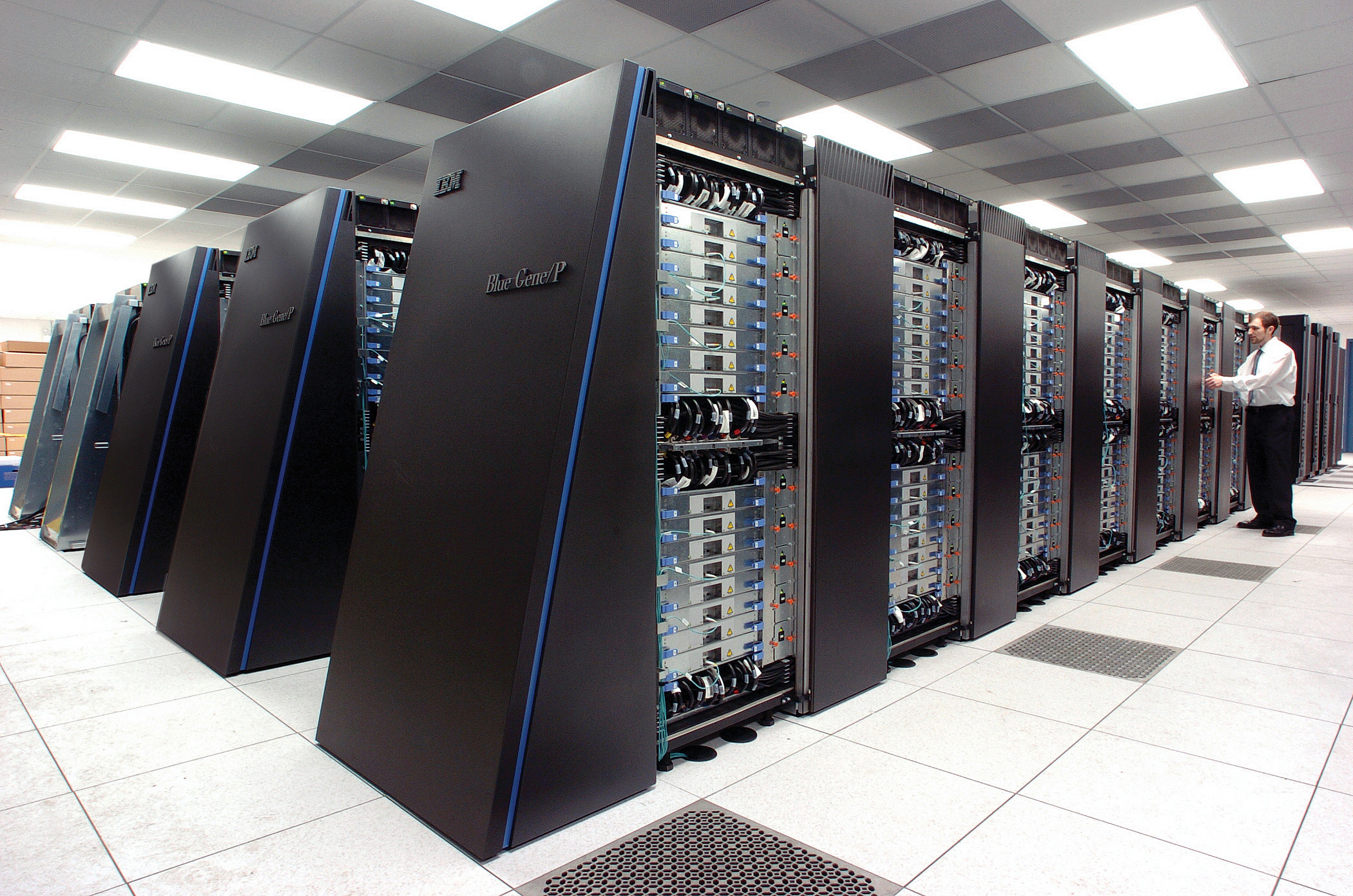
Le supercalculateur IBM Blue Gene/P de l'Argonne National Laboratory fonctionne avec 250000 processeurs utilisant un système de refroidissement standard par air, groupé dans 72 racks/cabinets et interconnectés par un réseau de fibre optique à haute vitesse (2007).

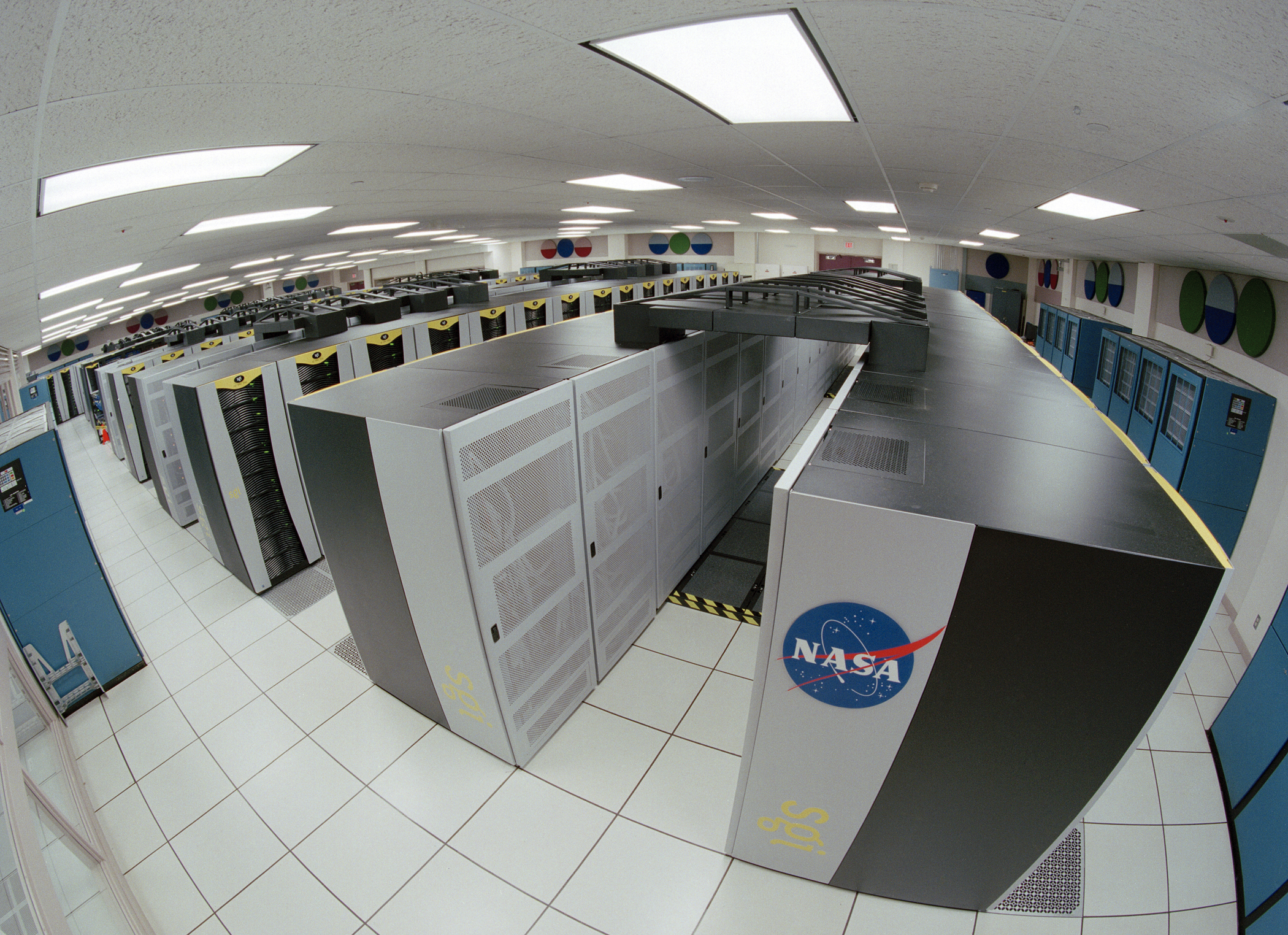
Le superordinateur Columbia du centre de recherche Ames Research Center de la NASA, composé de 10240 processeurs Intel Itanium 2, regroupés en 20 nœuds de 512 processeurs, et exécutant un système d'exploitation Linux (2006).

Un superordinateur ou supercalculateur est un ordinateur conçu pour atteindre les plus hautes performances possibles avec les techniques connues lors de sa conception, en particulier en ce qui concerne la vitesse de calcul. Pour des raisons de performance, c'est presque toujours un ordinateur central, dont les tâches sont fournies en traitement par lots.
La science des superordinateurs est appelée « calcul haute performance » (en anglais : high-performance computing ou HPC). Cette discipline se divise en deux : la partie matérielle (conception électronique de l'outil de calcul) et la partie logicielle (adaptation logicielle du calcul à l'outil). Ces deux parties font appel à des champs de connaissances différents.

## Historique

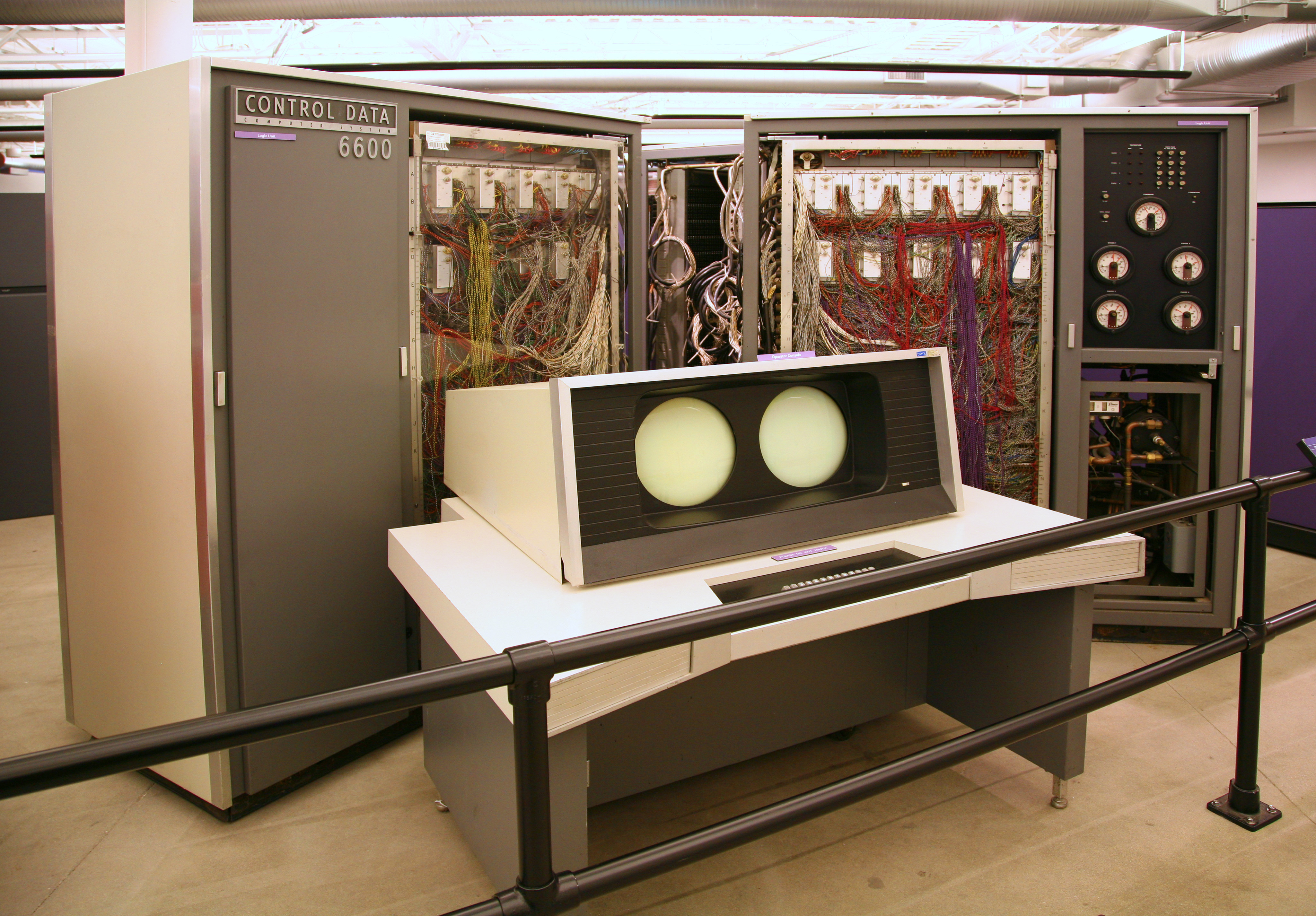
Superordinateur CDC 6600 avec sa console. Lancé en 1964.

Les premiers superordinateurs (ou supercalculateurs) apparaissent dans les années 1960.
En 1961, IBM développe, à l’instigation du Lawrence Livermore Laboratory, l’IBM Stretch ou IBM 7030, dont une unité est exploitée en France en 1963.
À cette époque, et jusque dans les années 1970, le plus important constructeur mondial de superordinateurs est la société Control Data Corporation (CDC), avec son concepteur Seymour Cray. Par la suite, Cray Research, fondée par Seymour Cray après son départ de CDC, prend l’avantage sur ses autres concurrents, jusqu’aux alentours de l'année 1990. Dans les années 1980, à l’image de ce qui s’était produit sur le marché des micro-ordinateurs des années 1970, de nombreuses petites sociétés se lancèrent sur ce marché, mais la plupart disparaissent dans le « crash » du marché des superordinateurs, au milieu des années 1990.
Ce que désigne le terme superordinateur varie avec le temps car, comme le suggère la Loi de Moore, les ordinateurs les plus puissants du monde à un moment donné tendent à être égalés, puis dépassés, par des machines d’utilisation courante plusieurs années après. Les premiers superordinateurs CDC étaient de simples ordinateurs mono-processeurs (mais possédant parfois jusqu’à dix processeurs périphériques pour les entrées-sorties) environ dix fois plus rapides que la concurrence. Dans les années 1970, la plupart des superordinateurs adoptent un processeur vectoriel, qui effectue le décodage d’une instruction une seule fois pour l’appliquer à toute une série d’opérandes.

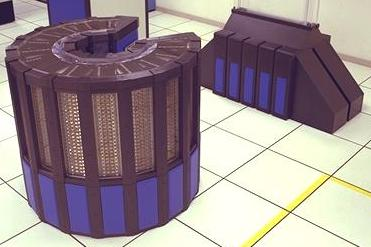
Un supercalculateur Cray-2, inventé par Seymour Cray et lancé à partir de 1985.

C’est seulement vers la fin des années 1980 que la technique des systèmes massivement parallèles est adoptée, avec l’utilisation dans un même superordinateur de milliers de processeurs. Depuis le milieu des années 1990, certains de ces superordinateurs parallèles utilisent des microprocesseurs de type « RISC », conçus pour des ordinateurs de série, comme les PowerPC ou les PA-RISC. D’autres supercalculateurs utilisent des processeurs de moindre coût, de type « CISC », microprogrammés en RISC dans la puce électronique (AMD ou Intel) : le rendement en est un peu moins élevé, mais le canal d’accès à la mémoire — souvent un goulet d’étranglement — est bien moins sollicité.
Au XXIe siècle, les superordinateurs sont le plus souvent conçus comme des modèles uniques par des constructeurs informatiques « traditionnels » comme International Business Machines (IBM), Hewlett-Packard (HP), ou Bull, qu’ils aient derrière eux une longue tradition en la matière (IBM) ou qu’ils aient racheté dans les années 1990 des entreprises spécialisées, alors en difficulté, pour acquérir de l’expérience dans ce domaine.

## Utilisation

Total de la puissance de calcul des 500 meilleurs supercalculateurs mondiaux, de 1993 à 2008 (selon le classement TOP500).

Les superordinateurs sont utilisés pour toutes les tâches qui nécessitent une très forte puissance de calcul, comme les prévisions météorologiques, l’étude du climat (à ce sujet, voir les programmes financés par le G8-HORCs), la modélisation d'objets chimiques (calcul de structures et de propriétés, modélisation moléculaire, etc.), les simulations physiques (simulations aérodynamiques, calculs de résistance des matériaux, simulation d'explosion d'arme nucléaire, étude de la fusion nucléaire, etc.), la cryptanalyse ou les simulations en finance et en assurance (calcul stochastique).
Les institutions de recherche civiles et militaires comptent parmi les plus gros utilisateurs de superordinateurs.
En France, on trouve ces machines dans les centres nationaux de calculs universitaires, tels que l'Institut du développement et des ressources en informatique scientifique (IDRIS), le Centre informatique national de l'enseignement supérieur (CINES), mais aussi au Commissariat à l'énergie atomique et aux énergies alternatives (CEA), dans certaines grandes entreprises, comme Total, EDF, Météo-France ou encore à la Direction générale de la Sécurité extérieure (DGSE) pour ses besoins en cryptanalyse.

## Conception

### Composants et architecture

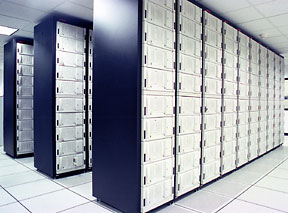
Le superordinateur FSL JET du de la National Oceanic and Atmospheric Administration (2000).

Les superordinateurs tirent leur supériorité sur les ordinateurs conventionnels à la fois grâce à :
- leur architecture, en « pipeline » (exécution d’une instruction identique sur une longue série de données) ou parallèle (nombre très élevé de processeurs fonctionnant chacun sur une partie du calcul), qui leur permet d’exécuter plusieurs tâches simultanément ;
- des composants électroniques rapides (structure de type serveurs lame utilisant des processeurs multi-cœur ou des cartes graphiques dédiées au calcul scientifique de dernière génération, de la mémoire vive et des équipements de stockage de masse — disque dur — reliés à la fibre optique en grande quantité, etc.) associés à un système d'exploitation dédié (comme Linux, majoritairement utilisé actuellement[9]).

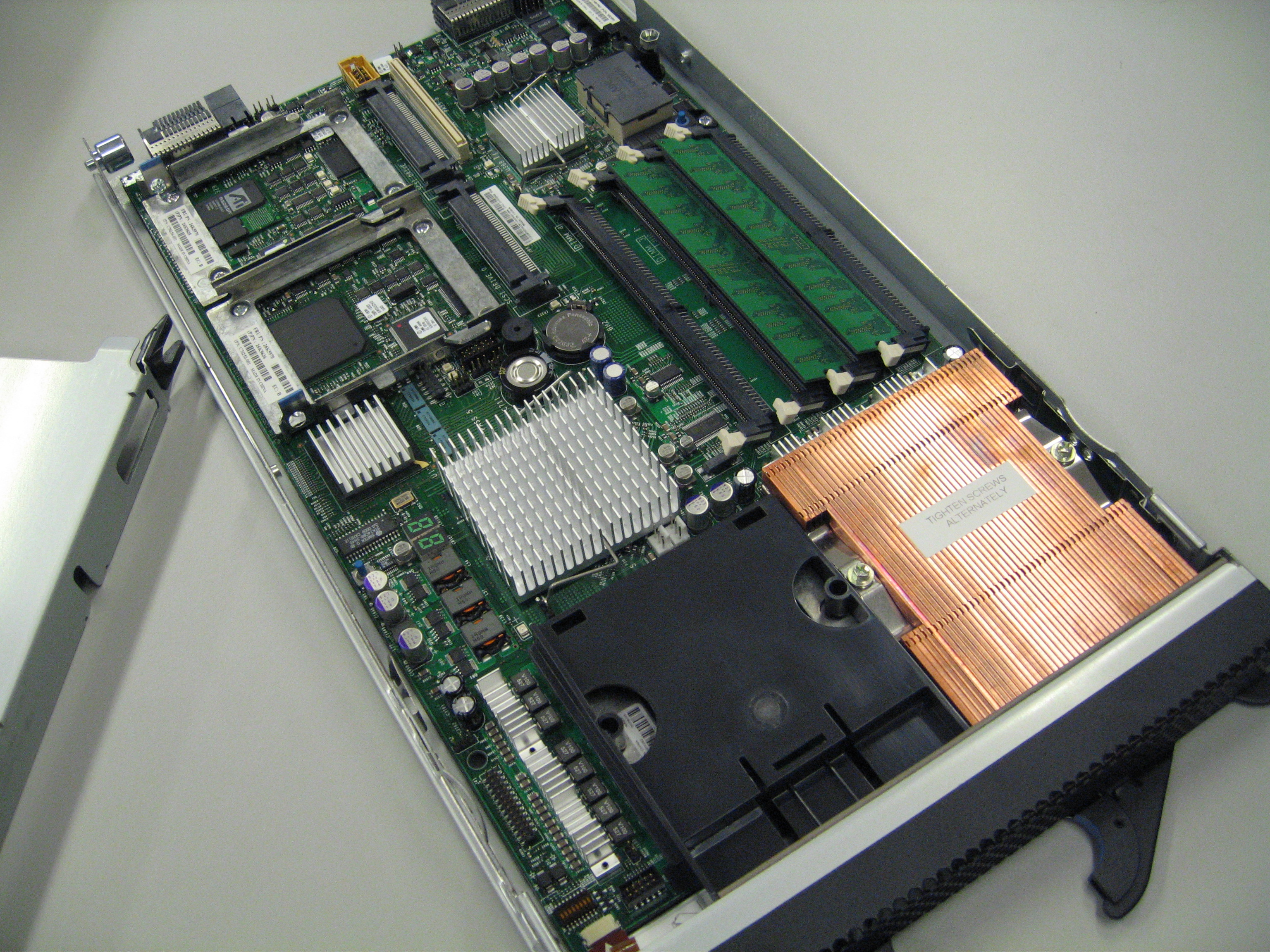
Une lame HS20.

Ils sont presque toujours conçus spécifiquement pour un certain type de tâches (le plus souvent des calculs numériques scientifiques : calcul matriciel ou vectoriel) et ne cherchent pas de performance particulière dans d'autres domaines.
L’architecture mémorielle des supercalculateurs est étudiée pour fournir en continu les données à chaque processeur afin d’exploiter au maximum sa puissance de calcul. Les performances supérieures de la mémoire (meilleurs composants et meilleure architecture) expliquent pour une large part l’avantage des superordinateurs sur les ordinateurs classiques.
Leur système d’entrée/sortie (bus) est conçu pour fournir une large bande passante, la latence étant moins importante puisque ce type d’ordinateur n’est pas conçu pour traiter des transactions.
Comme pour tout système parallèle, la loi d’Amdahl s’applique, les concepteurs de superordinateurs consacrant une partie de leurs efforts à éliminer les parties non parallélisables du logiciel et à développer des améliorations matérielles pour supprimer les goulots d'étranglement restants.

### Principaux obstacles techniques

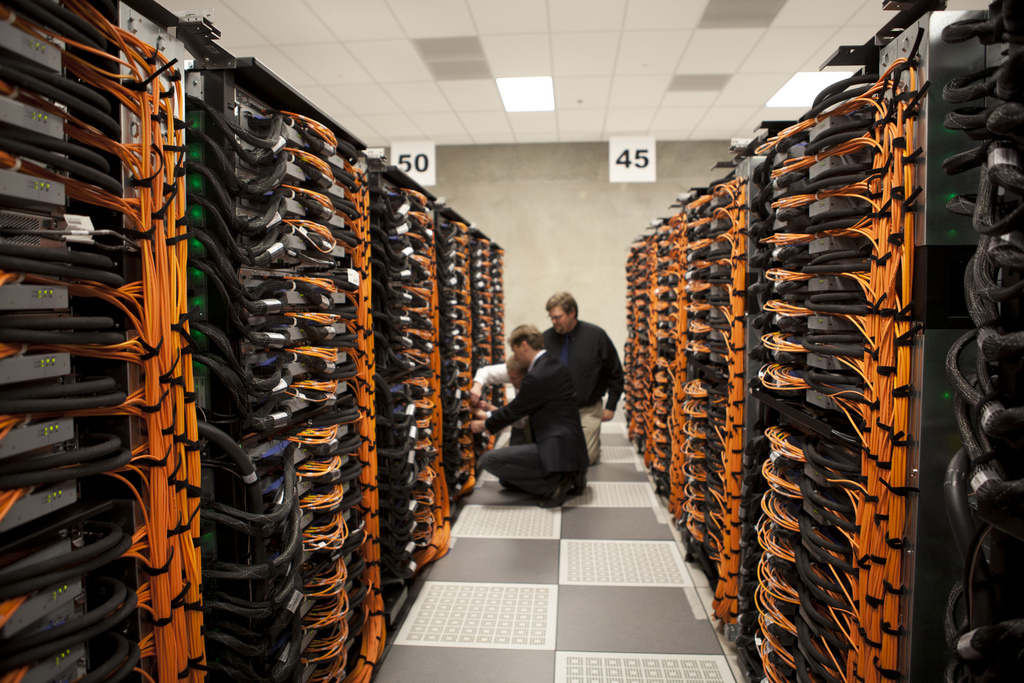
Supercalculateur IBM Blue Gene/Q de l'Argonne National Laboratory (2013).

D'une part, les superordinateurs ont souvent besoin de plusieurs mégawatts de puissance électrique. Cette alimentation doit aussi être de qualité. En conséquence, ils produisent une grande quantité de chaleur et doivent donc être refroidis pour fonctionner normalement. Le refroidissement (par exemple à air) de ces ordinateurs pose souvent un problème important de climatisation.
D'autre part, les données ne peuvent circuler plus vite que la vitesse de la lumière entre deux parties d'un ordinateur. Lorsque la taille d’un superordinateur dépasse plusieurs mètres, le temps de latence entre certains composants se compte en dizaines de nanosecondes. Les éléments sont donc disposés pour limiter la longueur des câbles qui relient les composants. Sur le Cray-1 ou le Cray-II, par exemple, ils étaient disposés en cercle.
De nos jours, ces ordinateurs sont capables de traiter et de communiquer de très importants volumes de données en très peu de temps. La conception doit assurer que ces données puissent être lues, transférées et stockées rapidement. Dans le cas contraire, la puissance de calcul des processeurs serait sous-exploitée (goulot d’étranglement).

## Historique des records

La part des CPU du TOP500 par famille de processeurs (juin 1993 - 2015).

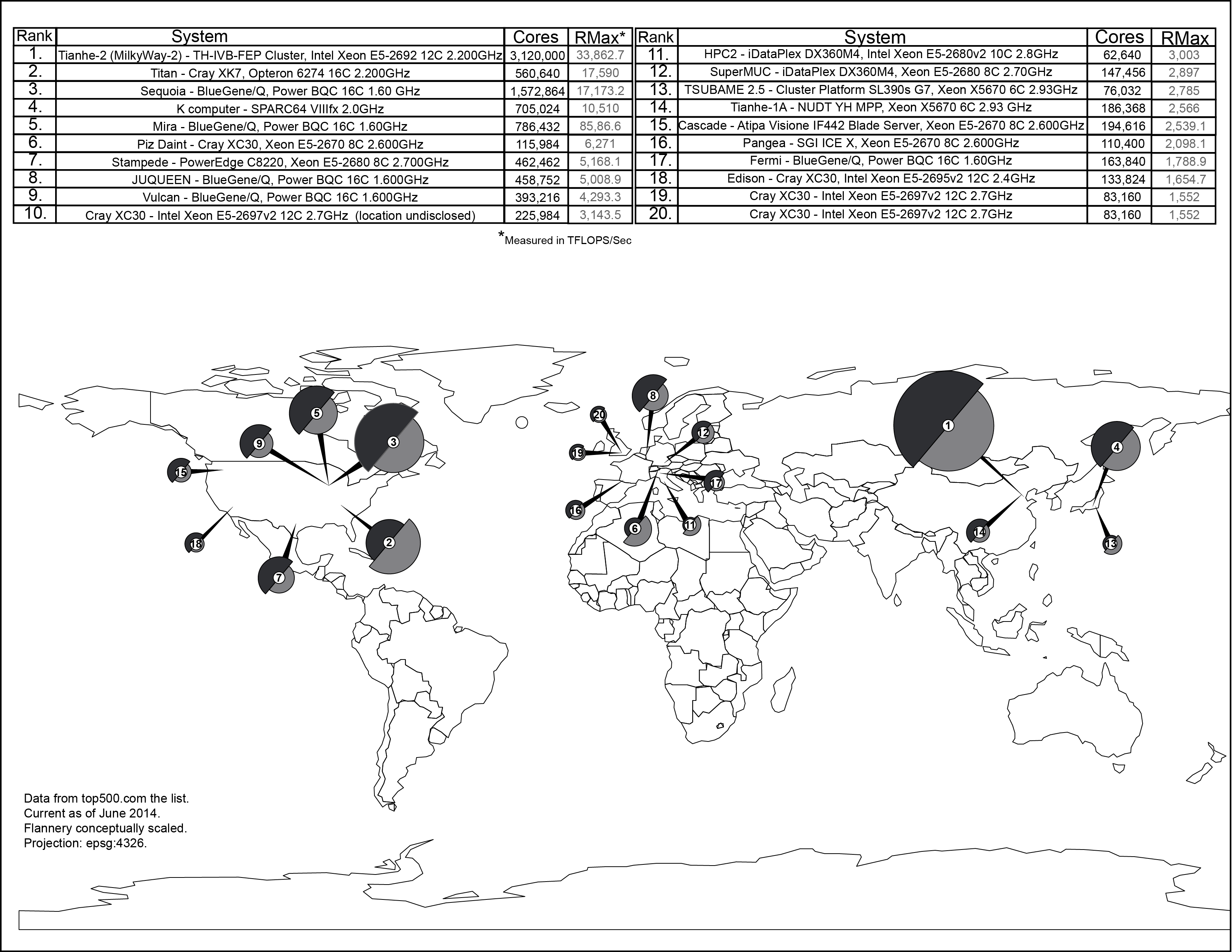
Top 20 des supercalculateurs dans le monde en juin 2013.
Tableau de la vitesse de calcul (Rmax) du top des superordinateurs ; échelle logarithmique sur 60 ans.
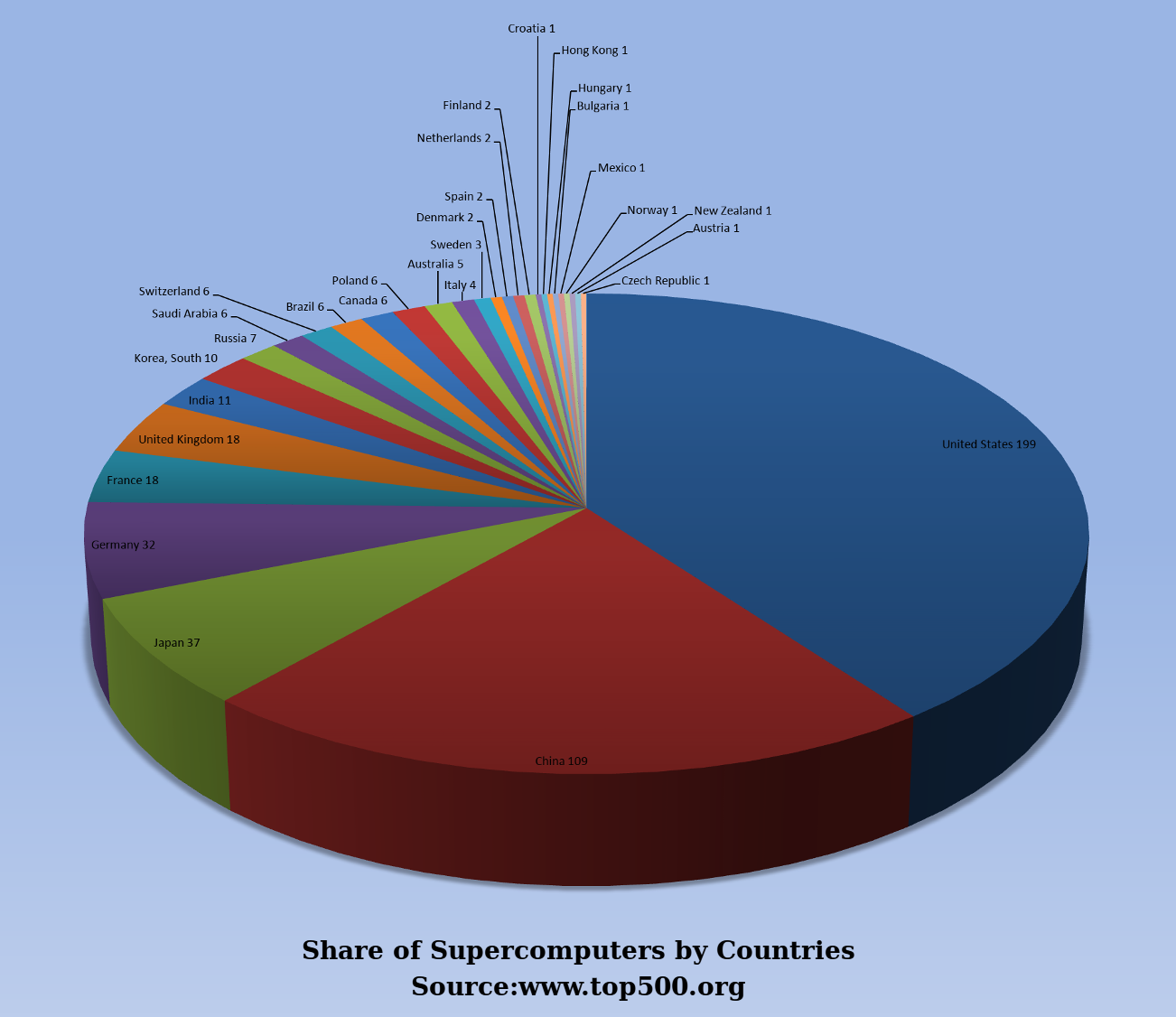
Distribution par pays des supercalculateurs du top 500 en novembre 2015.

| Date              | Superordinateur                 | Constructeur                  | Type de processeurs ; fréquence                              | Nombre de processeurs | Puissance réelle | Emplacement                                                                   |
| ----------------- | ------------------------------- | ----------------------------- | ------------------------------------------------------------ | --------------------- | ---------------- | ----------------------------------------------------------------------------- |
| 1938              | Z1                              | Konrad Zuse                   |                                                              |                       | 1 FLOPS          | Allemagne Chez Konrad Zuse                                                    |
| 1939              | Z2                              | Konrad Zuse                   |                                                              |                       | 5 FLOPS          | Allemagne Chez Konrad Zuse                                                    |
| 1941              | Z3                              | Konrad Zuse                   | 5,33 Hz                                                      |                       | 20 FLOPS         | Allemagne Deutsche Versuchsanstalt für Luftfahrt                              |
| 1942              | Heath Robinson (en)             | TRE                           |                                                              |                       | 200 FLOPS        | Royaume-Uni Bletchley Park                                                    |
|                   |                                 |                               |                                                              |                       |                  |                                                                               |
| 1943              | Colossus Mark I                 | TRE                           |                                                              |                       | 5 kiloFLOPS      | Royaume-Uni Bletchley Park                                                    |
| 1944              | Colossus Mark II                | TRE                           |                                                              |                       | 5 kFLOPS         | Royaume-Uni Bletchley Park                                                    |
| 1946              | ENIAC                           |                               | 100 kHz                                                      |                       | 50 kFLOPS        | États-Unis Aberdeen Proving Ground                                            |
| 1956              | TX-0                            | MIT Lincoln Laboratory        | 18 bits                                                      | 3 600                 | 83 kFLOPS        | États-Unis Massachusetts Institute of Technology                              |
| 1958              | TX-2                            | MIT Lincoln Laboratory        | 5 MHz, 36 bits                                               | 22 000                | 83 kFLOPS        | États-Unis Massachusetts Institute of Technology                              |
| 1958              | SAGE (en)                       | IBM                           |                                                              |                       | 400 kFLOPS       | États-Unis United States Air Force                                            |
| 1960              | UNIVAC LARC (en)                | IBM                           |                                                              | 2                     | 500 kFLOPS       | États-Unis Lawrence Livermore National Laboratory et David Taylor Model Basin |
|                   |                                 |                               |                                                              |                       |                  |                                                                               |
| 1961              | IBM 7030                        | IBM                           | 100 MHz, 16K mots de 64 bits                                 |                       | 1,2 mégaFLOPS    | États-Unis Los Alamos National Laboratory                                     |
| 1964              | CDC 6600                        | CDC                           | 10 MHz                                                       |                       | 3 MFLOPS         | États-Unis Lawrence Livermore National Laboratory                             |
| 1969              | CDC 7600 (en)                   | CDC                           | 36,4 MHz                                                     |                       | 36,4 MFLOPS      | États-Unis Lawrence Livermore National Laboratory                             |
| 1974              | Star-100                        | CDC                           | 16 bits                                                      |                       | 100 MFLOPS       | États-Unis Lawrence Livermore National Laboratory                             |
| 1975              | ILLIAC IV (en)                  | Burroughs                     | 4 × 13 MHz, 64 bits                                          | 256                   | 150 MFLOPS       | États-Unis Ames Research Center (NASA)                                        |
| 1976              | Cray-1                          | Cray                          | 83 MHz, 64 bits                                              | 2                     | 166 MFLOPS       | États-Unis Los Alamos National Laboratory                                     |
| 1981              | Cyber-205 (en)                  | CDC                           | 32 / 64 bits                                                 |                       | 400 MFLOPS       | Plusieurs endroits dans le monde                                              |
| 1982              | Cray X-MP                       | Cray                          | Cray Vector, 2 × 105 MHz                                     | 2                     | 400 MFLOPS       | Plusieurs endroits dans le monde                                              |
| 1984              | Cray X-MP/48                    | Cray                          | Cray Vector, 4 × 117 MHz                                     | 4                     | 800 MFLOPS       | Plusieurs endroits dans le monde                                              |
|                   |                                 |                               |                                                              |                       |                  |                                                                               |
| 1984              | M-13                            |                               |                                                              |                       | 1 gigaFLOPS      | Union soviétique Scientific Research Institute of Computer Complexes          |
| 1985              | Cray-2                          | Cray                          | Cray Vector, 4 × 283 MHz                                     | 4                     | 1,7 GFLOPS       | États-Unis Lawrence Livermore National Laboratory                             |
| 1989              | ETA10-G/8 (en)                  | ETA Systems (en)              |                                                              |                       | 10,3 GFLOPS      | États-Unis Université de l’État de Floride                                    |
| 1993              | CM-5 (en)                       | Thinking Machines Corporation | SPARC                                                        | 1 024                 | 59,7 GFLOPS      | États-Unis Los Alamos National Laboratory                                     |
| 1993              | Numerical Wind Tunnel (en)      | Fujitsu                       | Fujitsu VPP500                                               | 140                   | 124,5 GFLOPS     | Japon National Aerospace Lab                                                  |
| 1994              | XP/S140                         | Intel                         | Intel Paragon                                                | 3 680                 | 143,4 GFLOPS     | États-Unis Sandia National Labs                                               |
| 1994              | Numerical Wind Tunnel (en)      | Fujitsu                       | Fujitsu VPP500                                               | 140                   | 170,4 GFLOPS     | Japon National Aerospace Lab                                                  |
| 1996              | SR2201                          | Hitachi                       | Hitachi SR2201                                               | 1 024                 | 220,4 GFLOPS     | Japon Université de Tokyo                                                     |
| 1996              | CP-PACS                         | Hitachi                       | Hitachi SR2xxx CP-PACS                                       | 2 048                 | 368,2 GFLOPS     | Japon Center for Computational Physics                                        |
|                   |                                 |                               |                                                              |                       |                  |                                                                               |
| 1997              | ASCI Red                        | Intel                         | Intel Paragon ASCI-Red                                       | 7 264                 | 1,07 téraFLOPS   | États-Unis Sandia National Laboratories                                       |
| 1997              | ASCI Red                        | Intel                         | Intel Paragon ASCI-Red                                       | 9 152                 | 1,34 TFLOPS      | États-Unis Sandia National Laboratories                                       |
| 1999              | ASCI Red                        | Intel                         | Intel Paragon ASCI-Red                                       | 9 472                 | 2,12 TFLOPS      | États-Unis Sandia National Laboratories                                       |
| 1999              | ASCI Red                        | Intel                         | Intel Paragon ASCI-Red                                       | 9 632                 | 2,38 TFLOPS      | États-Unis Sandia National Laboratories                                       |
| 2000              | ASCI White (en)                 | IBM                           | IBM POWER3 375 MHz                                           | 8 192                 | 4,94 TFLOPS      | États-Unis Lawrence Livermore National Laboratory                             |
| 2001              | ASCI White (en)                 | IBM                           | IBM POWER3 375 MHz                                           | 8 192                 | 7,23 TFLOPS      | États-Unis Lawrence Livermore National Laboratory                             |
| 2002              | Earth Simulator                 | NEC                           | NEC SX6 1 000 MHz                                            | 5 120                 | 35,86 TFLOPS     | Japon Yokohama Institute for Earth Sciences                                   |
| 16 septembre 2004 | Blue Gene/L                     | IBM                           | PowerPC 440 (en) 700 MHz                                     | 16 384                | 36,01 TFLOPS     | États-Unis Lawrence Livermore National Laboratory                             |
| 26 octobre 2004   | Columbia                        | SGI                           | Intel Itanium 2 1 500 MHz                                    | 8 192                 | 42,7 TFLOPS      | États-Unis Ames Research Center (NASA)                                        |
| novembre 2004     | Columbia                        | SGI                           | Intel Itanium 2 1 500 MHz                                    | 10 160                | 51,87 TFLOPS     | États-Unis Ames Research Center (NASA)                                        |
| novembre 2004     | Blue Gene/L                     | IBM                           | PowerPC 440 (en) 700 MHz                                     | 32 768                | 70,7 TFLOPS      | États-Unis Lawrence Livermore National Laboratory                             |
| 24 mars 2005      | Blue Gene/L                     | IBM                           | PowerPC 440 (en) 700 MHz                                     | 65 536                | 135,5 TFLOPS     | États-Unis Lawrence Livermore National Laboratory                             |
| 27 octobre 2005   | Blue Gene/L                     | IBM                           | PowerPC 440 (en) 700 MHz                                     | 131 072               | 280,6 TFLOPS     | États-Unis Lawrence Livermore National Laboratory                             |
| 2007              | Blue Gene/L                     | IBM                           | PowerPC 440 2C 700 MHz                                       | 36 864                | 478,2-596 TFLOPS | États-Unis Lawrence Livermore National Laboratory                             |
|                   |                                 |                               |                                                              |                       |                  |                                                                               |
| 2008              | Roadrunner                      | IBM                           | PowerXCell 8i 3 200 MHz                                      | 129 600               | 1,042 pétaFLOPS  | États-Unis DoE-Los Alamos National Laboratory, Los Alamos, Nouveau-Mexique    |
| 2009              | Jaguar (amélioré en Titan)      | Cray                          | Processeurs six cœurs AMD                                    | 224 162               | 1,759 PFLOPS     | États-Unis Laboratoire national d’Oak Ridge                                   |
| 2010              | Tianhe-1A                       | NUDT                          | Hybride : Intel Xeon + GPU Nvidia Tesla M2050 + FeiTeng-1000 | 14 366 + 7 166        | 2,566 PFLOPS     | Chine National Supercomputing Center, Tianjin                                 |
| 2011              | K computer                      | Fujitsu                       | SPARC64 VIIIfx 2,0 GHz, « Tofu interconnect »                | 68 544                | 10,510 PFLOPS    | Japon RIKEN, Kobe                                                             |
| 2012              | Sequoia                         | IBM                           | BlueGene/Q, Power BQC 16C 1,60 GHz, Custom                   |                       | 16,324 PFLOPS    | États-Unis Lawrence Livermore National Laboratory                             |
| 2012              | Titan (un Jaguar amélioré)      | Cray                          | Hybride : AMD Opteron + Nvidia Tesla K20                     | 560 640               | 17,59 PFLOPS     | États-Unis Laboratoire national d'Oak Ridge                                   |
| 2013              | Tianhe-2                        | Intel                         | Hybride : Xeon E5-2692 + Xeon Phi                            | 32 000 + 48 000       | 33,86 PFLOPS     | Chine National University of Defense Technology, Guangzhou                    |
| 2016              | TaihuLight                      | NRCPC / Sunway                | Sunway SW26010 260C                                          | 40 960                | 93,01 PFLOPS     | Chine National Supercomputing Center, Wuxi                                    |
| 2018              | Behold Summit                   | IBM / Nvidia                  | Hybride : IBM POWER9 + Nvidia Tesla V100                     | 9 216 + 27 648        | 200 PFLOPS       | États-Unis Laboratoire national d’Oak Ridge                                   |
| 2020              | Fugaku                          | Fujitsu / ARM                 | ARM 2,2 GHz                                                  | 7 300 000             | 418 PFLOPS       | Japon RIKEN, Kobe                                                             |
|                   |                                 |                               |                                                              |                       |                  |                                                                               |
| 2022              | Frontier                        | HPE                           | HPE Cray EX235a                                              | 8 451 520             | 1 353 PFLOPS     | États-Unis, DOE/SC/ORNL                                                       |
| 2024              | El Capitan (supercomputer) (en) | HPE                           | HPE Cray EX235a                                              | 9 988 224             | 1 742 PFLOPS     | États-Unis, Lawrence Livermore National Laboratory                            |

### Historique des records en France

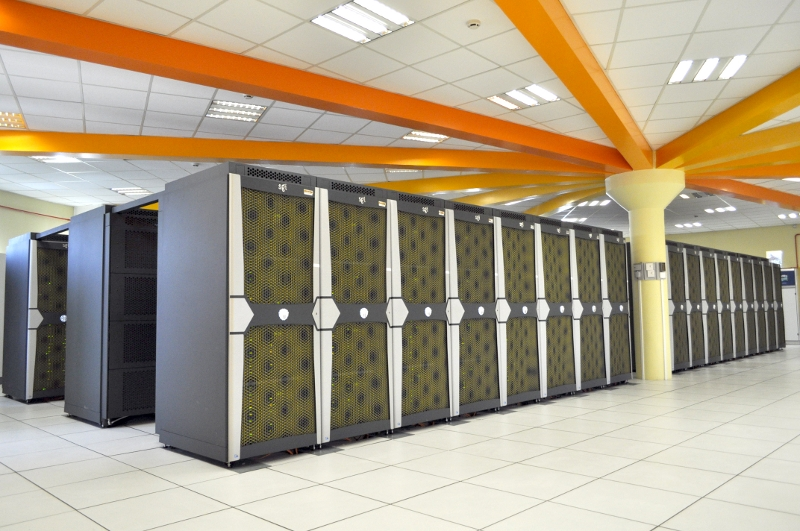
Le supercalculateur Jade installé par le GENCI au Centre informatique national de l'enseignement supérieur (CINES), à Montpellier, France (2010).

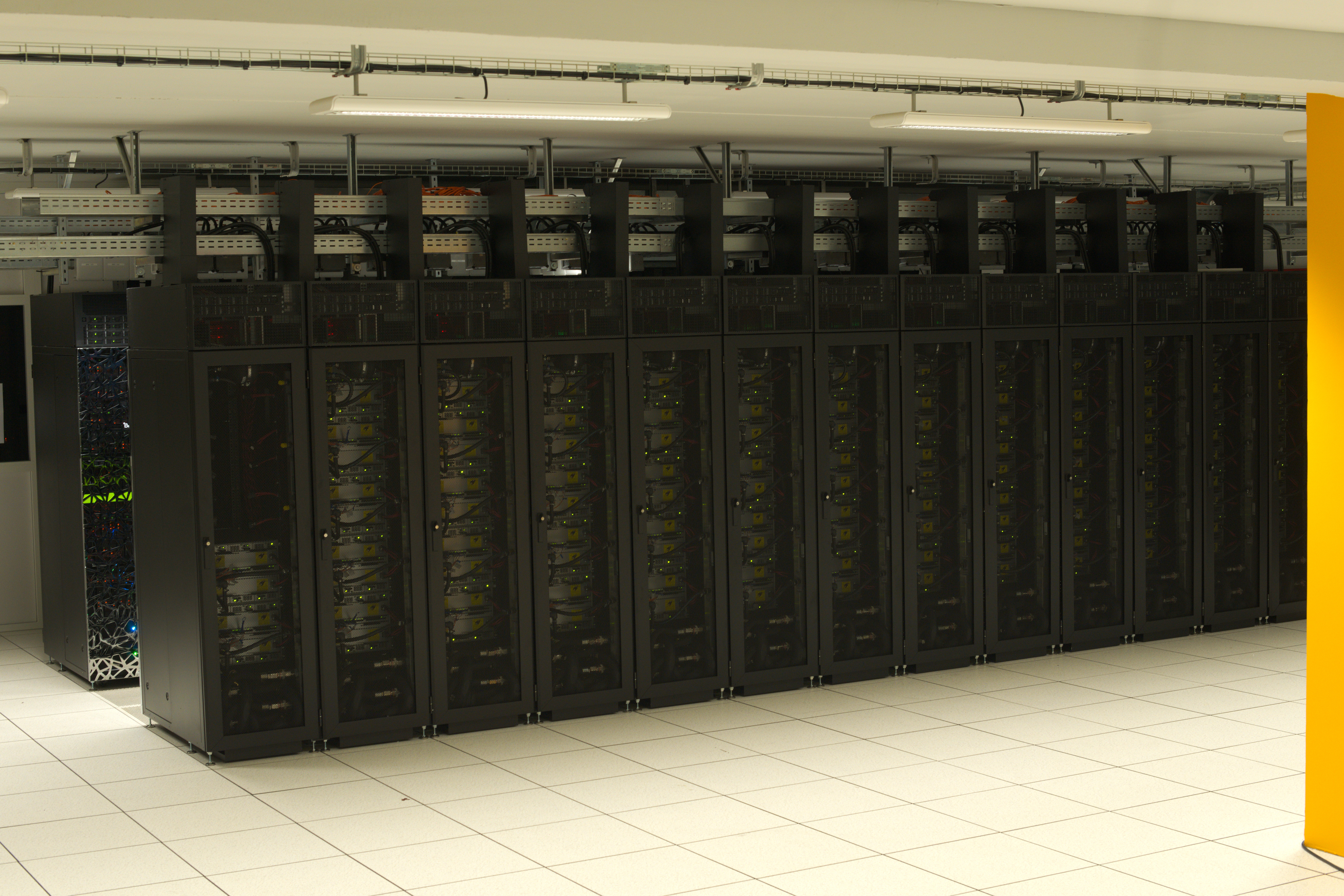
Le supercalculateur Occigen installé par le GENCI au CINES, à Montpellier (2015).

En 1993, l'Institut de Physique du Globe de Paris (IPGP) opère un ordinateur CM-5/128 qui utilise des processeurs SuperSPARC, il est classé 25e au TOP500. Trois ans plus tard, en 1996, l'Institut du développement et des ressources en informatique scientifique (IDRIS) parvient à atteindre la 12e place mondiale avec le T3E construit par Cray.
À la mi-2002, le plus puissant des supercalculateurs français se classe 4e au TOP500, c'est le TERA basé sur des processeurs Alpha à 1 GHz (AlphaServer SC45) et développé par Hewlett-Packard ; il appartenait au Commissariat à l'énergie atomique (CEA). En janvier 2006, le TERA-10 de Bull lui succède, il génère une puissance de calcul de 60 téraFLOPS et se placera au 5e rang mondial du TOP500.
En juin 2008, l'IDRIS et son Blue Gene/P Solution d'IBM affiche, selon le test LINPACK, une puissance de 120 téraflops et remporte la 10e place.
En novembre 2009, la première machine française a pour nom Jade. De type « SGI Altix (en) » elle est basée au Centre informatique national de l'enseignement supérieur (CINES) de Montpellier. Ce supercalculateur se classe au 28e rang mondial avec 128 téraflops au test LINPACK. Peu après, la configuration de la machine Jade est complétée pour atteindre une performance de 237 téraflops. La machine passe en juin 2010 au 18e rang du TOP500. C’est alors le troisième système informatique européen et le premier français, il est destiné à la recherche publique.
En novembre 2010, le record français est détenu par le TERA-100 de Bull. Installé au CEA à Bruyères-le-Châtel pour les besoins de la simulation militaire nucléaire française, avec une performance de 1 050 téraflops, cette machine se hisse au 6e rang mondial et gagne le 1er rang européen. Elle est constituée de 17 296 processeurs Intel Xeon 7500 dotés chacun de huit cœurs et connectés par un réseau de type InfiniBand.
En mars 2012, Curie, un système conçu par Bull pour le GENCI, installé sur le site du Très Grand Centre de Calcul (TGCC) à Bruyères-le-Châtel, dispose d'une puissance de 1,359 pétaflops. Il sera le supercalculateur le plus puissant de France en prenant la 9e place du classement mondial. Il est conçu pour délivrer 2 pétaflops.
En janvier 2013, les systèmes Ada et Turing construits par IBM sont installés à l'IDRIS d'Orsay. La somme de leur puissance dépasse le pétaflops. Ces deux machines sont à la disposition des chercheurs. En mars 2013, le supercalculateur Pangea détenu par la société Total est inauguré, il devient le système le plus performant jamais installé en France. Sa puissance de calcul s'élève à 2,3 pétaflops. Équivalant à 27 000 ordinateurs de bureau réunis, il obtient la 11e place mondiale.
En janvier 2015, le système Occigen, conçu par Bull, Atos technologies, pour le GENCI est installé sur le site du CINES ; il est doté d'une puissance de 2,1 pétaflops. Il se situait en 26e position au classement mondial du TOP500 de novembre 2014.
En mars 2016, Total annonce avoir triplé la capacité de calcul de son supercalculateur Pangea, passant à une puissance de calculs de 6,7 pétaflops en pics de performance et de 5,28 pétaflops en puissance utilisable. Cela lui permet de retrouver le 11e rang au TOP500 et le place ainsi en tête du secteur industriel mondial.
En juin 2022, le GENCI met en service Adastra, un superordinateur fourni par HPE-Cray hébergé au CINES. Ses 46,10 pétaflops lui permettent de gagner le 10e rang mondial en matière de performances de calcul.

## Systèmes d'exploitation pour superordinateurs

Transition des systèmes d'exploitation des superordinateurs d'Unix (en bleu pâle) vers Linux (en vert).

L'essor des supercalculateurs a vu Linux devenir le système d'exploitation équipant la majorité des 500 supercalculateurs les plus puissants de la planète,, Unix perdant progressivement du terrain face à Linux, mais occupant pendant un temps une place de choix sur le marché des supercalculateurs (5 %).[réf. souhaitée]
Windows ne fut exécuté que par deux des 500 supercalculateurs les plus puissants de la planète, soit 0,4 %, tandis que BSD n'était présent que sur une seule machine du top 500, soit 0,2 %. Enfin, les autres configurations (« Mixed », soit un ensemble de plusieurs types de systèmes d'exploitation) représentaient 4,6 %.[réf. souhaitée]
En novembre 2017, Linux équipe la totalité des 500 superordinateurs les plus puissants au monde.

## Supercalculateurs et jeux de réflexion
Pour un article plus général, voir L'intelligence artificielle et les jeux.